# Landkreis Altötting

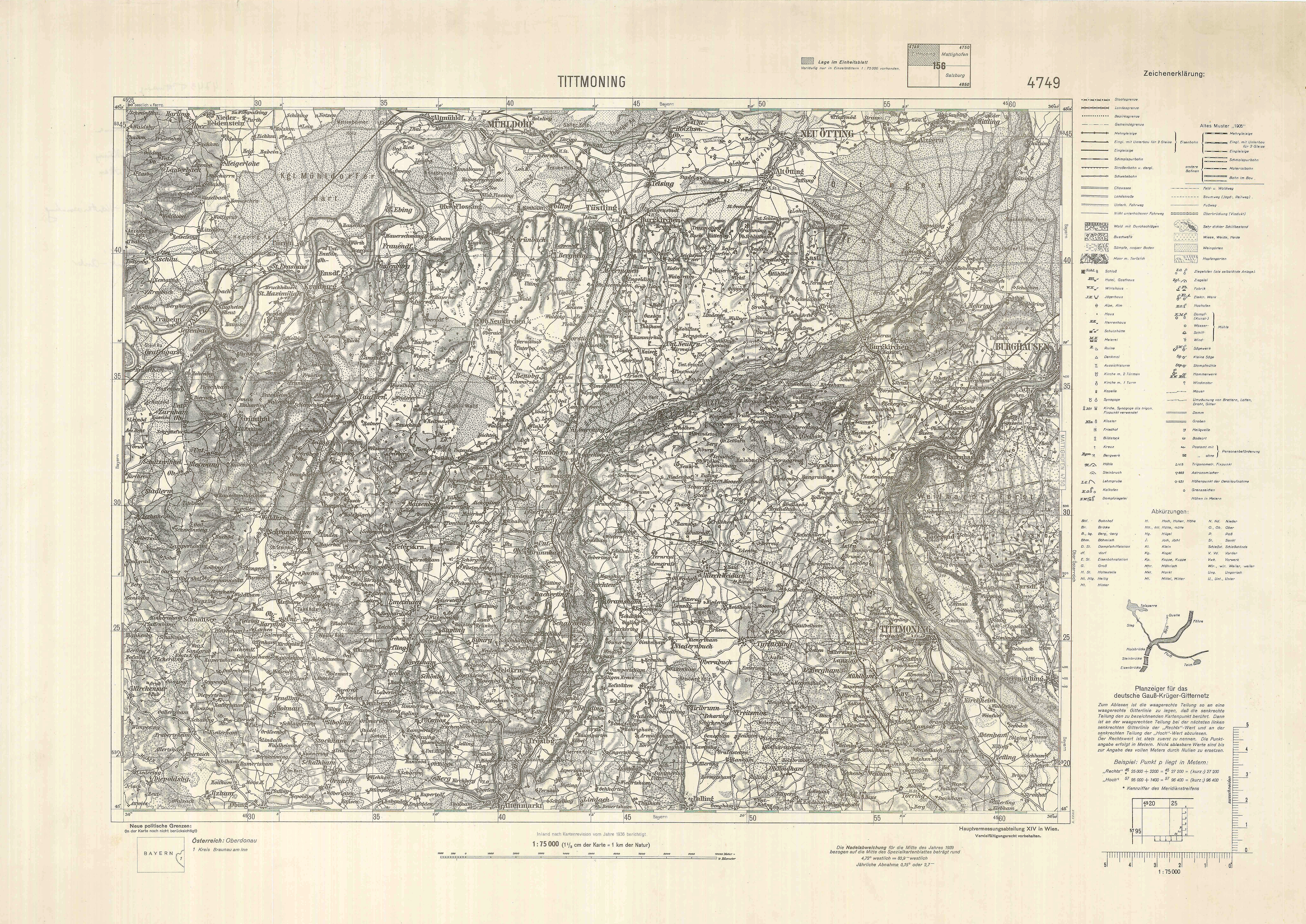
Historische landkaart van het gebied (1939)

Landkreis Altötting is een Landkreis in de Duitse deelstaat Beieren. De Landkreis telt 111.654 inwoners (31 december 2020) op een oppervlakte van 569,41 km². Kreisstadt is de gelijknamige stad.

## Steden en gemeenten
De volgende steden en gemeenten liggen in het Landkreis (Inwoners op 30-6-2006):
| Steden 1. Altötting (12.733) 2. Burghausen (18.112) 3. Neuötting (8518) 4. Töging a.Inn (9366) Märkte 1. Marktl (2.695) 2. Tüßling (3.127) Verwaltungsgemeinschaften 1. Emmerting (gemeenten Emmerting en Mehring) 2. Kirchweidach (gemeenten Feichten a.d.Alz, Halsbach, Kirchweidach en Tyrlaching) 3. Marktl (Markt Marktl en gemeente Stammham) 4. Reischach (gemeenten Erlbach, Perach en Reischach) 5. Unterneukirchen (gemeenten Kastl en Unterneukirchen) | Gemeenten 1. Burgkirchen a.d.Alz (10.662) 2. Emmerting (4061) 3. Erlbach (1230) 4. Feichten a.d.Alz (1219) 5. Garching a.d.Alz (8591) 6. Haiming (2456) 7. Halsbach (907) 8. Kastl (2653) 9. Kirchweidach (2280) 10. Mehring (2228) 11. Perach (1218) 12. Pleiskirchen (2330) 13. Reischach (2616) 14. Stammham (1061) 15. Teising (1940) 16. Tyrlaching (1026) 17. Unterneukirchen (2977) 18. Winhöring (4832) |

Aichach-Friedberg · Altötting · Amberg · Amberg-Sulzbach · Ansbach (stad) · Landkreis Ansbach · Aschaffenburg (stad) · Landkreis Aschaffenburg · Augsburg (stad) · Landkreis Augsburg · Bad Kissingen · Bad Tölz-Wolfratshausen · Bamberg (stad) · Landkreis Bamberg · Bayreuth (stad) · Landkreis Bayreuth · Berchtesgadener Land · Cham · Coburg (stad) · Landkreis Coburg · Dachau · Deggendorf · Dillingen an der Donau · Dingolfing Landau · Donau-Ries · Ebersberg · Eichstätt · Erding · Erlangen · Erlangen-Höchstadt · Forchheim · Freising · Feyung-Grafenau · Fürstenfeldbruck · Fürth (stad) · Landkreis Fürth · Garmisch-Partenkirchen · Günzburg · Haßberge · Hof (stad) · Landkreis Hof · Ingolstadt · Kaufbeuren · Kelheim · Kempten im Allgäu · Kitzingen · Kronach · Kulmbach · Landsberg am Lech · Landshut (stad) · Landkreis Landshut · Lichtenfels · Lindau · Main-Spessart · Memmingen · Miesbach · Miltenberg · Mühldorf am Inn · München · Landkreis München · Neuburg-Schrobenhausen · Neumarkt in der Oberpfalz · Neurenberg · Neustadt an der Aisch-Bad Windsheim · Neustadt an der Waldnaab · Neu-Ulm · Nürnberger Land · Oberallgäu · Ostallgäu · Passau (stad) · Landkreis Passau · Pfaffenhofen an der Ilm · Regen · Regensburg (stad) · Landkreis Regensburg · Rhön-Grabfeld · Rosenheim (stad) · Landkreis Rosenheim · Roth · Rottal-Inn · Schwabach · Schwandorf · Schweinfurt (stad) · Landkreis Schweinfurt · Starnberg · Straubing · Straubing-Bogen · Tirschenreuth · Traunstein · Unterallgäu · Weiden in der Oberpfalz · Weilheim-Schongau · Weißenburg-Gunzenhausen · Wunsiedel im Fichtelgebirge · Würzburg (stad) · Landkreis Würzburg
Altötting ·
Burghausen ·
Burgkirchen an der Alz ·
Emmerting ·
Erlbach ·
Feichten an der Alz ·
Garching an der Alz ·
Haiming ·
Halsbach ·
Kastl ·
Kirchweidach ·
Marktl ·
Mehring ·
Neuötting ·
Perach ·
Pleiskirchen ·
Reischach ·
Stammham ·
Teising ·
Töging am Inn ·
Tüßling ·
Tyrlaching ·
Unterneukirchen ·
Winhöring